# Repubblica Socialista Sovietica di Galizia
La Repubblica socialista sovietica di Galizia,  o RSS Galizia, (in ucraino Галицька Соціалістична Радянська Республіка?, Halyc’ka Socіalіstyčna Radjans’ka Respublіka; in polacco Galicyjska Socjalistyczna Republika Rad; in russo Галицийская Социалистическая Советская Республика?, Galiziiskaja Sozialističeskaja Sovetskaja Respublika) fu uno stato dell'Europa centrale che esistette dall'8 luglio 1920 al 21 settembre 1920 durante la guerra sovietico-polacca in Galizia entro l'area occupata dal fronte sud-occidentale dell'Armata Rossa.

## Storia
Con il collasso dell'Austria-Ungheria, alla fine della prima guerra mondiale nel novembre 1918, la parte orientale della Galizia si proclamò indipendente come Repubblica Popolare dell'Ucraina Occidentale, ma la regione venne interamente occupata dall'esercito polacco nel 1919 (guerra polacco-ucraina) ed annessa alla Polonia. Nel 1920, durante la guerra sovietico-polacca, la regione fu occupata dall'Armata Rossa che vi stabilì un governo provvisorio retto dal Comitato rivoluzionario di Galizia (Galrevkom), insediato a Tarnopol, guidato da Volodymyr Zatonsky (Vladimir Petrovich Zatonsky), ex ministro della RSS Ucraina e Commissario politico della 14ª armata sovietica, e destinato a dar vita a una nuova repubblica sovietica indipendente: la RSS Galizia. Grazie ad un notevole grado d'autonomia rispetto al controllo militare del fronte sud-occidentale sovietico, il Galrevkom riuscì, pur nei soli due mesi di vita del proprio governo, a stabilire una nuova struttura amministrativa, un nuovo sistema scolastico, una propria moneta e un proprio esercito. Lingue ufficiali, di pari status, furono dichiarate il polacco, l'ucraino, e lo yiddish. Il Galrevkom, comunque, non controllava le aree più importanti della Galizia: la città e la regione di Leopoli, con i campi petroliferi di Boryslav e Drohobych, che rimasero sempre sotto occupazione polacca.

La RSS Galizia cessò di esistere con l'evolversi della situazione militare sul fronte sovietico-polacco che portò alla sconfitta dell'Armata Rossa e alla rioccupazione della regione da parte dell'esercito polacco. La pace di Riga del 21 settembre 1920, fra Polonia e Russia sovietica, sanzionò l'annessione alla Polonia dell'intera Galizia.